# 中島庸介
中島 庸介（なかしま ようすけ、1985年9月19日 - ）は、日本の脚本家、演出家、俳優。リジッター企画所属。キ上の空論主宰。岐阜県出身。

## 経歴
- 2003年、独学で芝居を始める
- 2004年、劇団ちQぎを馬渕史香とともに旗揚げし、岐阜・名古屋を拠点に活動。主宰として全作品の作・演出・出演を勤める。
- 2009年、岐阜・名古屋でともに活動していた馬渕とともに演劇ユニット「空間交合（アサンブラージュ）リジッター企画」を結成。
- 2013年、個人ユニット「キ上の空論」を旗揚げ。
- 2017年、演劇の会社「株式会社オフィス上の空」を立ち上げ[4]。

## 人物
- 趣味：映画鑑賞、絵を描く事
- 特技：アニメーションダンス、バスケットボール
- 好きな漫画：スラムダンク

## エピソード
- 2015年12月、リジッター企画のイベントにて、2016年内にラップユニットを立ち上げることを宣言。

## 作品

### 舞台
- 2004年
  - 劇団ちQぎ 旗揚げ公演「＝【イコール】」（脚本・出演）（4月3日〜4日：岐阜・アトリエゼロ）
  - 劇団ちQぎ 第2回公演「はな」（脚本・演出・出演）（9月11日〜12日：岐阜・御浪町ホール）
- 2005年
  - 劇団ちQぎ 第3回公演「魔女のスープ」（脚本・演出・出演）（4月2日〜3日：岐阜・御浪町ホール）
  - 劇団ちQぎ 第4回公演「火付け屋」（脚本・演出・出演）（9月10日〜11日：岐阜・御浪町ホール）
- 2006年
  - 瑞穂演劇祭2006参加 劇団ちQぎ 「エソラカラア」（脚本・演出・出演）（1月22日：岐阜・瑞穂市総合センター）
  - 劇団ちQぎ 第5回公演「エソラカラア」（脚本・演出・出演）（3月25日〜26日：岐阜・御浪町ホール）
  - 劇団ちQぎ 第6回公演「一生の花」（脚本・演出・出演）（9月9日〜10日：岐阜・御浪町ホール）
- 2007年
  - 劇団ちQぎ 番外公演「祭ノ國」（脚本・演出・出演）（1月22日〜23日：岐阜・御浪町ホール）
  - 劇団ザ・シャカリキ毎月公演第一弾「レンズの向こう側にいる君へ」（脚本・出演）（6月3日：七ツ寺共同スタジオ）
  - 劇団ちQぎ 第7回公演「こちらの世界平和〜口先三千〜」（脚本・演出・出演）（12月8日〜9日：名古屋・theaterMOON）
- 2008年
  - 劇団ちQぎ 第8回公演「火付け屋＝19+22α」（脚本・演出・出演）（6月28日〜29日：名古屋・七ツ寺スタジオ）
  - 劇団ちQぎ 第10回公演「怪、死角の中で眠る」（10月：岐阜・御浪町ホール）
- 2009年
  - リジッター企画 第一攻撃「ブランド」[5][6]（脚本・演出・出演）（8月28日〜30日：荻窪メガバックスシアター）
- 2010年
  - リジッター企画 第二攻撃「まぼろし」[7][8] （脚本・演出・出演）（2月26日〜28日：新宿シアター・ミラクル）
  - リジッター企画 第三攻撃「火付け屋」[9][10]（脚本・演出・出演）（6月24日〜27日：新宿シアター・ミラクル）
  - リジッター企画 第四攻撃「エソラカラア」[11][12]（脚本・演出・出演）（7月19日〜21日：新宿ゴールデン街劇場）
- 2011年
  - リジッター企画 第五攻撃「狂狂（くるくる）」[13][14]（脚本・演出・出演）（3月9日〜13日：王子小劇場）
  - リジッター企画 第六攻撃「さいごのかみさま」[15][16]（脚本・演出・出演）（8月3日〜7日：王子小劇場）
- 2012年
  - リジッター企画 第六．五攻撃「林檎ト大地ノ黙示録」[17][18]（脚本・演出・出演）（2月10日〜12日：pit北／区域）
  - リジッター企画 第七攻撃「もしも、シ」[19][20]（脚本・演出・出演）（4月4日〜15日：王子小劇場）
  - リジッター企画 第八攻撃「林檎ト大地ノ黙示録」[21][22]（脚本・演出・出演）（9月18日〜23日：中野ザ・ポケット）
- 2013年
  - リジッター企画 第九攻撃「あるオト、あるヒカリ、あるカラダ、あるコトバ、あるミライ、そのタもろもろ、の、あるケシキ」[23][24]（脚本・演出）（2月14日〜17日：新宿ゴールデン街劇場）
  - リジッター企画 第十攻撃「でんでんむしのからのなか」[25][26]（脚本・演出・出演）（7月10日〜15日：萬劇場）
  - □字ック主催「鬼FES2013」リジッター企画「きぃちゃんのいない世界は、なんだか不思議です。」[27]（脚本・演出・出演）（9月15日：シアター風姿花伝）
  - キ上の空論 旗揚げ公演「空想、甚だ濃いめのブルー」[28]（脚本・演出）（12月6日〜15日：新宿眼科画廊 スペースO）
- 2014年
  - リジッター企画 再攻撃第一弾「まぼろし」[7][29] （3月20日〜23日：SPACE 雑遊）
  - キ上の空論♯2「赤い下着、覗くその向こう側、赤の歪み」[30]（脚本・演出）（5月9日〜5月21日：新宿眼科画廊 スペースO）
  - リジッター企画 第十一攻撃「ミロウのヴィーナス」[31][32]（脚本・演出・出演）（8月6日〜10日：吉祥寺シアター）
  - リジッター企画 再攻撃第二弾「あるオト、あるヒカリ、あるカラダ、あるコトバ、あるミライ、そのタもろもろ、の、あるケシキ」[33]（脚本・演出）（9月15日：駅前劇場）
  - キ上の空論一周年記念公演「空想、甚だ濃いめのブルー」「赤い下着、覗くその向こう側、赤の歪み」[34]（脚本・演出）（11月7日〜19日：新宿眼科画廊 スペースO）
- 2015年
  - キ上の空論＃3「金曜日、白井家の場合〜せいので、インを踏め！〜」[35]（脚本・演出・出演）（2月13日〜18日：新宿眼科画廊 地下）
  - リジッター企画 第十二攻撃「誰がための笛は鳴る」[36][37]（脚本・演出・出演）（5月8日〜18日：吉祥寺シアター）
  - □字ック主催「鬼FES2015」 キ上の空論「ピンク色のオトコ」[38][39]（脚本・演出）（7月18日：シアター風姿花伝）
  - キ上の空論＃4「東京虹子、7つの後悔」[40]（脚本・演出）（9月3日〜13日：三鷹市芸術文化センター 星のホール）
  - リジッター企画 再攻撃第三弾「クルりクルりと、光の方へ」[41][42]（脚本・演出）（9月30日〜10月4日：サンモールスタジオ）
  - キ上の空論のみじかいはなし＃1「ああ、色は思案の外」[43]（脚本・演出）（12月4日〜12月16日：新宿眼科画廊・スペースO）
- 2016年
  - リジッター企画 再攻撃第四弾「もしも、シ 〜とある日の反射〜」（脚本・演出）（3月6日〜3月20日：吉祥寺シアター）
  - キ上の空論＃5「幸福の黄色い放課後」（脚本・演出）（5月11日〜5月22日：スタジオ空洞）
  - リジッター企画 再攻撃第五弾「2016年版 あるオト、あるヒカリ、あるカラダ、あるコトバ、あるミライ、そのタもろもろ、の、あるケシキ」（脚本・演出）（2016年7月28日〜7月31日：ナンジャーレ（愛知県名古屋市））
  - 『15 Minutes Made Volume14』 参加作品 キ上の空論「日々が黒くなるその前に…って」（脚本・演出）（8月10日〜16日：花まる学習会王子小劇場）
- 2017年
  - リジッター企画 第十三攻撃「日の脚、わづかに見えて」（脚本・演出）（1月24日〜29日：小劇場 楽園）
  - キ上の空論＃6「幸福の黄色い放課後」「幸福の黄色い10日後」（脚本・演出）（3月23日〜4月2日：サンモールスタジオ）
  - キ上の空論＃7「青の凶器、青の暴力、手と手。この先、」[44]（脚本・演出）（8月31日〜9月3日：東京芸術劇場シアターウエスト）
- 2018年
  - リジッター企画 第十四攻撃「そこのこと（仮）」（脚本・演出）（1月17日〜1月21日（予定）：CBGKシブゲキ！！）
  - キ上の空論＃8『おかえりのないまち。色のない』（脚本・演出）（3月10日〜3月18日（予定）：吉祥寺シアター）
- 2019年
  - 演劇女子部「遙かなる時空の中で6 外伝 ～黄昏ノ仮面～」[45]（西森英行と共同脚本）（6月6日〜6月16日：池袋サンシャイン劇場、6月22日〜6月23日：大阪メルパルクホール）
- 2021年
  - 「遙かなる時空の中で3 十六夜記」（1月22日〜1月31日：サンシャイン劇場）
  - 演劇女子部「眠れる森のビヨ」[46]（脚本・演出）（4月16日〜4月25日：こくみん共済 coop ホール／スペース・ゼロ）

### その他
- 2014年
  - パップコーン単独ライブ「デスコ」[47]（脚本）
  - TOKYO FM「SCHOOL OF LOCK!」内ラジオドラマ「君恋物語〜届け〜」（脚本）
  - 東京カランコロン「恋のマシンガン」初回限定盤ショートフィルム[48]（脚本）
- 2020年
  - Vimeoワンショットドラマ「うちの鼠は沈む船を見捨てぬ。」[49]（脚本・演出）

## 出演
- 2009年
  - Plant Seeds Project 第二回公演「北東海信用金庫」（2月27日〜3月1日：名古屋市南文化小劇場）
- 2010年
  - 小野プロデュース 第25回公演西池袋チープ サードライブ『美酒　大ちょうちん！』（11月5日〜7日：池袋・GEKIBA）

## その他
- ENBUゼミナール 水曜日の小劇場ワークショップ（講師）（2016年1月13日）
- 劇団だるめしあん「ひとごと。。」トークゲスト（2017年2月23日）